# Panshet und Khadakwasla

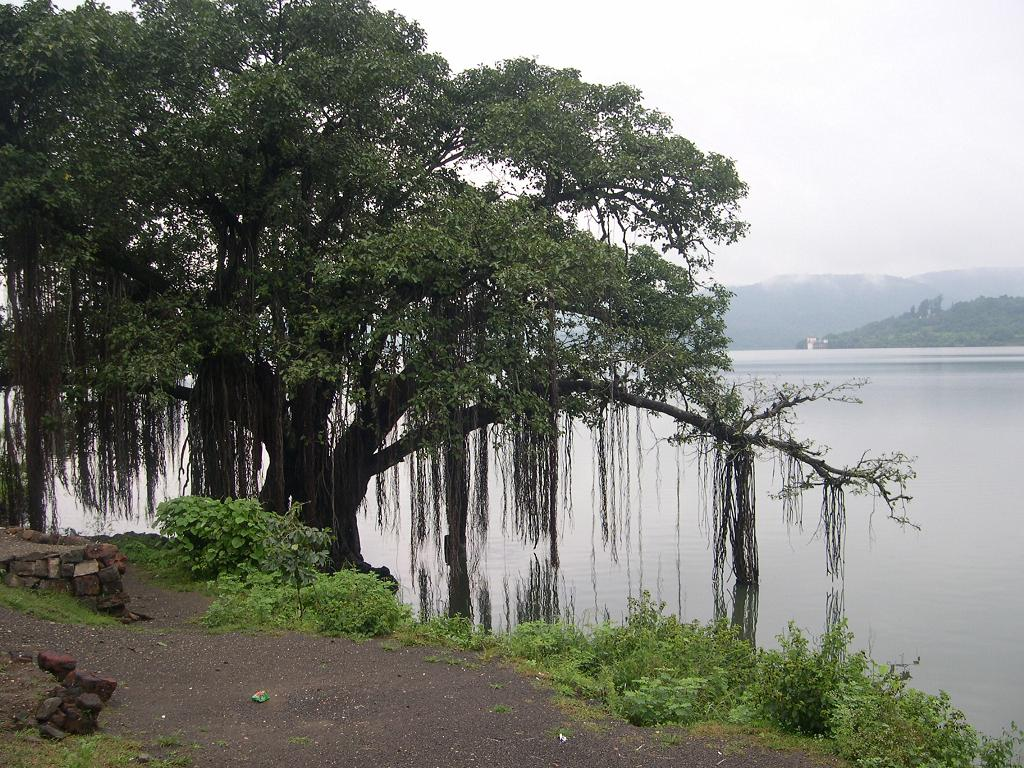
Banyanbäume am Khadakwasla-Staudamm

Die beiden Talsperren Panshet und Khadakwasla im indischen Bundesstaat Maharashtra sind 1961 durch eine Talsperren-Katastrophe bekannt geworden.

## Das Khadakwasla-Projekt

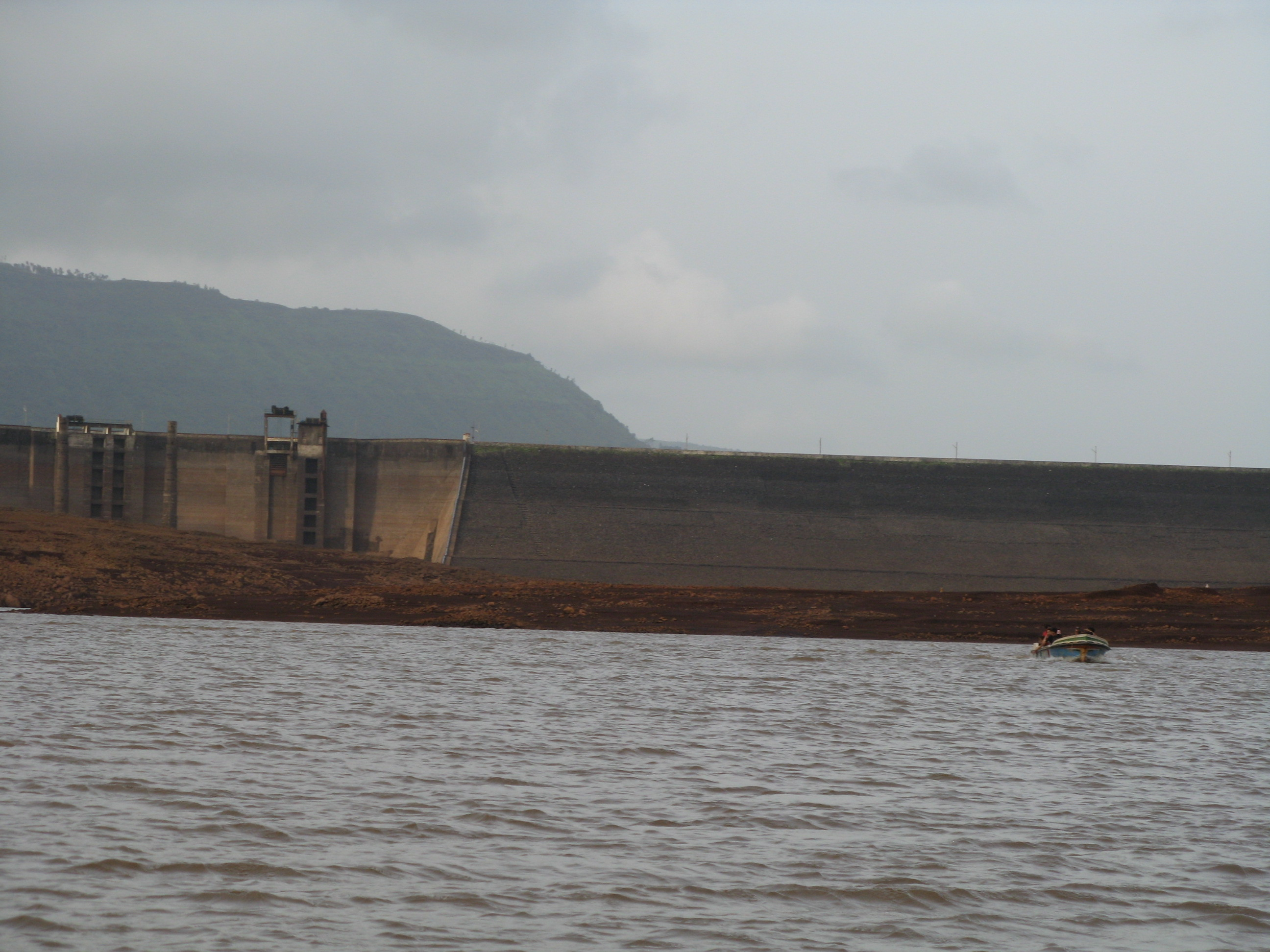
Panshet-Staudamm

Das Khadakwasla-Projekt besteht aus drei Talsperren, nämlich Panshet bzw. Panshet Hill oder Tanaji Sagar dam () am Fluss Ambi, Khadakwasla () am Fluss Mutha, und Warasgaon (Veer Pasalkar dam) am Fluss Mose. Panshet und Warasgaon werden zur Wasserkraftgewinnung und Bewässerung genutzt, während die weiter unten gelegene Khadakwasla-Talsperre der Bewässerung und Wasserversorgung (Trink- und Brauchwasser) vor allem für die Stadt Pune dient. 
Khadakwasla liegt unterhalb der Mündung des Ambi in den Mutha (der über den Mula-Mutha in den Bhima fließt); das heißt, das Wasser aus der Panshet-Talsperre fließt in den Khadakwasla-Stausee. Der Khadakwasla-Damm liegt etwa 20 Kilometer südwestlich von Pune, welches 192 Kilometer (mit der Eisenbahn) und 160 Kilometer (auf der Straße) von Mumbai (Bombay) entfernt auf 559 Meter Meereshöhe liegt.

## Die Staudämme
Der Ende der 1950er Jahre etwa 50 km südwestlich von Pune gebaute Panshet-Damm ist ein etwa 50 Meter hoher (die Angaben variieren zwischen 49, 50, 51 und 54 Meter) Erddamm mit einem Dammvolumen von 2,7 Millionen Kubikmeter und einem Stauinhalt von 212 Millionen Kubikmeter. Der 1867 oder 1879 gebaute Khadakwasla-Damm ist ein rund 40 Meter hoher (die Angaben variieren zwischen 33, 40 oder 42 Meter) Steinschüttdamm mit einem Stauinhalt von 137 Millionen Kubikmeter. 

## Die Katastrophe
Am 12. Juli 1961 brach der Panshet-Damm durch strukturelles Versagen des Bauwerks beim ersten Hochwasser-Ereignis. Der Grundablass wurde durch Kavitation beschädigt und brach ein. Der Erddamm wurde daraufhin weggespült. Die entstehende Flutwelle gelangte in den voll gefüllten Khadakwasla-Stausee, der drei Meter überströmt wurde, so dass er infolge der Überflutung ebenfalls brach – ein sogenannter Kaskadenbruch. Die Flutwelle zerstörte große Teile der Altstadt von Pune, wobei 1000 bis 2000 Menschen umkamen.

## Heute
Die Talsperren wurden wieder aufgebaut und versorgen auch heute Pune mit Wasser. Sie dienen heute auch der Freizeiterholung. Es gibt verschiedene Sehenswürdigkeiten wie Peacock Bay, das Dorf Kudje, und Neelkanteshwar bei dem Dorf Bahuli.
Es gibt auch noch eine Panchet-Talsperre im Osten Indiens am Fluss Damodar.